# Unterseeboot 739
L'Unterseeboot 739 ou U-739 est un sous-marin allemand (U-Boot) de type VIIC utilisé par la Kriegsmarine pendant la Seconde Guerre mondiale.
Le sous-marin fut commandé le 10 avril 1941 à Dantzig (Schichau-Werke), sa quille fut posée le 17 avril 1942, il fut lancé le 23 décembre 1942, et mis en service le 6 mars 1943, sous le commandement du Leutnant zur See Ernst Mangold.
Il capitula à Emden en mai 1945 et fut sabordé en décembre 1945.

## Conception
Unterseeboot type VII, l'U-739 avait un déplacement de 769 tonnes en surface et 871 tonnes en plongée. Il avait une longueur totale de 67,10 m, un maître-bau de 6,20 m, une hauteur de 9,60 m et un tirant d'eau de 4,74 m. Le sous-marin était propulsé par deux hélices de 1,23 m, deux moteurs diesel Germaniawerft M6V 40/46 de 6 cylindres en ligne de 1 400 cv à 470 tr/min, produisant un total de 2 060 à 2 350 kW en surface et de deux moteurs électriques AEG GU 460/8–27 de 375 cv à 295 tr/min, produisant un total 550 kW, en plongée. Le sous-marin avait une vitesse en surface de 17,7 nœuds (32,8 km/h) et une vitesse de 7,6 nœuds (14,1 km/h) en plongée. Immergé, il avait un rayon d'action de 80 milles marins (150 km) à 4 nœuds (7,4 km/h; 4,6 milles par heure) et pouvait atteindre une profondeur de 230 m. En surface son rayon d'action était de 8 500 milles nautiques (soit 15 700 km) à 10 nœuds (19 km/h).
 L'U-739 était équipé de cinq tubes lance-torpilles de 53,3 cm (quatre montés à l'avant et un à l'arrière) qui contenait quatorze torpilles. Il était équipé d'un canon de 8,8 cm SK C/35 (220 coups) et d'un canon antiaérien de 20 mm Flak. Il pouvait transporter 26 mines TMA ou 39 mines TMB. Son équipage comprenait 4 officiers et 40 à 56 sous-mariniers.

## Historique
Il reçut sa formation de base au sein de la 8. Unterseebootsflottille jusqu'au 31 octobre 1943, puis il intégra sa formation de combat dans la 9. Unterseebootsflottille jusqu'au 31 décembre 1943 et finira sa carrière dans la 13. Unterseebootsflottille.
Sa première patrouille est précédée par un court trajet de Kiel à Bergen. Elle commence réellement le 8 janvier 1944 au départ de Bergen pour opérer dans les eaux Arctiques. Après 27 jours en mer, il rejoint son port d'attache de Narvik qu'il atteint le 3 février 1944.
Durant tout son service, l'U-739 a opéré dans les eaux Arctiques (mer de Barents, Norvège et Kara).
Le 24 septembre 1944, il envoie par le fond au nord-ouest de l'île de Skott-Hansen, un dragueur de mines soviétique escortant le convoi VD-1. Du 24 au 26 septembre 1944, l'U-739 bombarde une station radio en Nouvelle-Zemble en compagnie de l'U-711 et de l'U-957.
Il a été équipé d'un Snorkel en octobre 1944.
L'U-739 se rend aux forces alliées le 13 mai 1945 à Emden, en Allemagne.
Puis il est transféré le 30 juin 1945 de Wilhelmshaven à Loch Ryan en Écosse en vue de l'opération alliée de destruction massive de la flotte d'U-Boote de la Kriegsmarine.
L'U-739 est coulé le 16 décembre 1945 par des torpilles du sous-marin HMS Tantivy ou coulé par un avion de la RAF à la position géographique 56° 10′ N, 10° 05′ O.

## Affectations
- 8. Unterseebootsflottille du 6 mars 1943 au 31 octobre 1943 (Période de formation).
- 9. Unterseebootsflottille du 1er novembre 1943 au 31 décembre 1943 (Unité combattante).
- 13. Unterseebootsflottille du 1er janvier 1944 au 8 mai 1945 (Unité combattante).

## Commandement
- Oberleutnant zur See Ernst Mangold du 6 mars 1943 au 25 février 1945 (Croix allemande).
- Oberleutnant zur See Fritz Kosnick du 26 février 1945 au 13 mai 1945.
- Oberleutnant zur See Johannes Ney du 26 février 1945 à mars 1945 (en suppléant).

## Patrouilles
|       | Commandant          | Départ           | Départ          | Arrivée          | Arrivée      | Jours     | Succès |
| ----- | ------------------- | ---------------- | --------------- | ---------------- | ------------ | --------- | ------ |
|       | Oblt. Ernst Mangold | 1er janvier 1944 | Kiel            | 6 janvier 1944   | Bergen       | 6 jours   |        |
| 1     | Oblt. Ernst Mangold | 8 janvier 1944   | Bergen          | 3 février 1944   | Narvik       | 27 jours  |        |
| 2     | Oblt. Ernst Mangold | 21 février 1944  | Narvik          | 8 mars 1944      | Trondheim    | 17 jours  |        |
|       | Oblt. Ernst Mangold | 27 mars 1944     | Trondheim       | 29 mars 1944     | Narvik       | 3 jours   |        |
| 3     | Oblt. Ernst Mangold | 30 mars 1944     | Narvik          | 13 avril 1944    | Bogenbucht   | 15 jours  |        |
| 4     | Oblt. Ernst Mangold | 16 avril 1944    | Bogenbucht (de) | 9 mai 1944       | Bogenbucht   | 24 jours  |        |
|       | Oblt. Ernst Mangold | 11 mai 1944      | Bogenbucht      | 13 mai 1944      | Trondheim    | 3 jours   |        |
|       | Oblt. Ernst Mangold | 30 juin 1944     | Trondheim       | 1er juillet 1944 | Bogenbucht   | 2 jours   |        |
|       | Oblt. Ernst Mangold | 7 juillet 1944   | Bogenbucht      | 12 juillet 1944  | Bogenbucht   | 6 jours   |        |
| 5     | Oblt. Ernst Mangold | 2 août 1944      | Bogenbucht      | 3 octobre 1944   | Skjomenfjord | 63 jours  | 625    |
|       | Oblt. Ernst Mangold | 6 octobre 1944   | Skjomenfjord    | 8 octobre 1944   | Trondheim    | 3 jours   |        |
|       | Oblt. Ernst Mangold | 15 décembre 1944 | Trondheim       | 18 décembre 1944 | Harstad      | 4 jours   |        |
| 6     | Oblt. Ernst Mangold | 7 janvier 1945   | Harstad         | 10 janvier 1945  | Kilbotn      | 4 jours   |        |
| 7     | Oblt. Ernst Mangold | 16 janvier 1945  | Kilbotn         | 25 février 1945  | Harstad      | 41 jours  |        |
| 8     | Oblt. Fritz Kosnick | 1er avril 1945   | Narvik          | 13 mai 1945      | Emden        | 43 jours  |        |
| Total | Total               | Total            | Total           | Total            | Total        | 261 jours | 625 t  |

Note : Oblt. = Oberleutnant zur See

### OpérationsWolfpack
L'U-739 a opéré avec les Wolfpacks (meute de loups) durant sa carrière opérationnelle.
- Isegrim (16-27 janvier 1944)
- Werwolf (27 janvier – 2 février 1944)
- Boreas (28 février – 5 mars 1944)
- Keil (16-20 avril 1944)
- Donner & Keil (20 avril – 3 mai 1944)
- Trutz (7-10 juillet 1944).
- Greif (5 août – 26 septembre 1944)
- Rasmus (6-13 février 1945)

## Navires coulés
L'U-739 coula 1 navire de guerre de 625 tonneaux au cours des 8 patrouilles (261 jours en mer) qu'il effectua.
| Date              | Nom   | Nationalité       | Tonnage | Convoi | Fait  | Localisation         |
| ----------------- | ----- | ----------------- | ------- | ------ | ----- | -------------------- |
| 24 septembre 1944 | T-120 | Marine soviétique | 625     | VD-1   | Coulé | 75° 15′ N, 84° 30′ E |